# Smooth Criminal
Smooth Criminal är en låt från Michael Jacksons album Bad från 1987 och även släppt som singel i november 1988. 
Låten framfördes live på alla konserter under "Bad Tour", "Dangerous Tour" och "HIStory Tour". Speciellt med denna låten var att Michael Jackson och hans bakgrundsdansare lutade på ett oförklarligt sätt, mer än vad som borde vara fysiskt möjligt. År 1993 offentliggjorde Jackson att han uppfunnit och använt speciella skor med ett spår i klacken som fästes mot en förankring som stack upp ur scengolvet. Detta gjorde det möjligt att luta sig framåt på detta egendomliga sätt. Genom att sedan dra foten bakåt släppte förankringen och dansen kunde fortsätta utan avbrott.
I musikvideon till låten dansar Jackson omkring i en nattklubb i 40-talets Chicago samtidigt som han genomför några teatraliska akter såsom att krossa en biljardkula med handen och blåsa dammet i ansiktet på en gangster. Jackson sade i en av sina hemvideos att han redan fyra år tidigare hade planer på att göra en Smooth Criminal-video ute i öknen, men att han sedan ändrade sig och bestämde att den skulle äga rum i en nattklubb. Det finns även en lång version, en så kallad short film.
Rockgruppen Alien Ant Farm hade 2001 en hit med en cover av låten, från deras album ANThology